# Stefan Peters (Politikwissenschaftler)
Stefan Peters (* 1982  in Heide) ist ein Politikwissenschaftler und Friedensforscher.

## Leben
Peters wuchs in Nordhastedt (Dithmarschen) auf. Er besuchte die Maria-Jessen-Schule in Nordhastedt und absolvierte 2001 sein Abitur am Gymnasium Heide-Ost. Von 2001 bis 2007 absolvierte er ein Magisterstudium der Politikwissenschaft, Friedens- und Konfliktforschung und Neueren Geschichte an der Philipps-Universität Marburg. Im Jahr 2004/2005 absolvierte er eine Studienaufenthalt an der Universidad Complutense de Madrid. Von 2008 bis 2018 arbeitete er als wissenschaftlicher Mitarbeiter am Fachgebiet für Internationale und interrgesellschaftliche Beziehungen der Universität Kassel tätig. Hier wurde er 2012 mit einer Arbeit zu Bildungsreformen zur Reduzierung sozialer Ungleichheiten in Lateinamerika promoviert. Im Jahr 2018 nahm er den Ruf auf die W2-Professur für Friedensforschung an der Justus-Liebig-Universität Gießen an. Im Jahr 2018 übernahm er zudem die wissenschaftliche Leitung des Instituto Colombo-Alemán para la Paz (CAPAZ) mit Sitz in Bogotá. Ebenfalls 2018 habilitierte er sich an der Universität Kassel. Er ist Mitglied des Science Panel for the Amazon. Seit 2024 ist er Professor (W3) für Internationale Beziehungen und Friedensforschung an der Justus-Liebig-Universität Gießen. Er war Gastprofessor bzw. Gastwissenschaftler an verschiedenen Universitäten in Argentinien, Ecuador, Kolumbien, Kuba, Puerto Rico und Südafrika. 
Peters arbeitet an der Schnittstelle zwischen der Ungleichheitsforschung, der nachhaltigen Entwicklung, und der Friedens- und Konfliktforschung, mit Fokus auf den Globalen Süden und insbesondere Lateinamerika. Er wirkte als Gastwissenschaftler und Gastprofessor an verschiedenen Universitäten in Argentinien, Ecuador, Kolumbien, Kuba, Puerto Rico und Südafrika. In Forschung und Lehre setzt sich Peters hauptsächlich mit der Relevanz von transformativen Veränderungen in Transitonal Justice Prozessen auseinander. Dies beinhaltet auch die Analyse der Konsequenzen bestehender sozialer Ungleichheiten auf die Prozesse der Bearbeitung der Vergangenheit. Zudem analysiert Peters die Möglichkeiten und Grenzen von Bildungspolitiken zur Reduzierung sozialer Ungleichheiten und der Förderung von Demokratie und Nachhaltigkeit. Dies wird ergänzt von Forschungen zum Zusammenhang von Rohstoffen und gewaltsamen Konflikten sowie den Potenzialen des Environmental Peacebuildings. Er ist Principal Investigator am Graduate Center for the Study of Culture der JLU Gießen, dem Projekt Transformation of Political Violence (TraCe) und Mitglied der Forschungsgruppe Migration und Menschenrechte der JLU Gießen. Seit 2025 ist er Deputy Coordinator der Task Force T49 Post-Conflict Forest Landscape Restoration: Make "It Back Better" der The International Union of Forest Research Organizations (IUFRO). 

## Schriften (Auswahl)
- Bildungsreformen und soziale Ungleichheiten in Lateinamerika. Kontinuität im Wandel in Venezuela und Uruguay . Baden-Baden 2013, ISBN 3-8487-0024-7.
- Mit Patrick Eser: El atentado contra Carrero Blanco como lugar de (no-)memoria: Narraciones históricas y representaciones culturales. Madrid, 2016, ISBN 978-84-8489-934-1.
- Sozialismus der 21. Jahrhunderts in Venezuela. Aufstieg und Fall der Bolivarischen Revolution von Hugo Chávez. Stuttgart 2019, ISBN 3-89657-619-4.
- Rentengesellschaften. Der lateinamerikanische (Neo-)Extraktivismus im transregionalen Vergleich. Baden-Baden 2019, ISBN 3-8487-5385-5.
- Gewalt und Konfliktbearbeitung in Lateinamerika. Baden-Baden, 2020, ISBN 978-3-8487-5729-9.
- Mit Marcela Pardo: Educación Política: Debates de una historia por construir. Bogotá, 2023, ISBN 978-628-95569-0-2.